# Eduardo Kastika
Eduardo Kastika (Buenos Aires el 19 de abril de 1965) es doctor en Ciencias Económicas por la UBA, donde defendió una tesis sobre prácticas para la creatividad en las organizaciones. Según Forbes Argentina, es uno de los mayores referentes de la región en el campo de la creatividad y la innovación.

## Biografía

### Inicios
Comenzó su interés por la creatividad en 1983 (antes de que la palabra "Creatividad" se incluyera en los diccionarios), tras acceder a una publicación sobre pensamiento lateral. Poco después impartió su primer curso universitario sobre el tema, en su charla en TEDxRosario titulada "Estímulo a la innovación", describe la historia completa e su primer enuentro con la creatividad.

### Trayectoria
Su formación académica incluye, entre otros, los títulos de: Máster en Gestión de la Ciencia y la Tecnología, Certificate in Advanced Facilitation Skills de la Creative Education Foundation, (Buffalo, New York, USA) posee estudios en creatividad aplicada en Limerick (Irlanda), Milán, Madrid y París.
Director de Kastika y Asociados, un estudio dedicado exclusivamente al desarrollo de la creatividad y la innovación. Entre sus clientes se encuentran diversas compañías y PyMES de la región.
Fundador de las Jornadas de Innovación Empresarial, fundador de la materia “Creatividad en las Organizaciones” en diversas universidades argentinas fue elegido Presidente de la Sociedad Latinoamericana de Estrategia, miembro del Consejo Académico de la Asociación Argentina de Marketing, integrante de la Escuela de Facilitadores para la Creatividad y la Innovación de Centroamérica, y profesor del Master Internacional de Creatividad Aplicada Total en España y Portugal
Posee más de 15 libros en su haber como coautor y autor sobre Creatividad, Management e Innovación. Entre ellos se destacan: Introducción a la Creatividad (Best seller en libros de negocios 2003-2004), Resolver la Crisis (2005), Usted puede ser creativo (2006),Creatividad para emprendedores (2007), Animese a Emprender (2009), Nuevas estrategias para la creatividad (2016), y su libro más reciente Listas (2024). Este último surge como una manera de plasmar, en formato físico, las listas de recomendaciones que acostumbra a postear en Instagram.
Ha realizado conferencias en la mayoría de los países de Latinoamérica y en Francia, España y Estados Unidos. Entre sus charlas y conferencias registradas se encuentran:
- Preguntar, aprender, combinar y elegir: creatividad en Acción[11]
- Claves para la innovación hoy[12]
- Yo Pienso | El futuro del trabajo[13]
- Cómo pensar fuera de la caja. Técnicas para aplicar la creatividad[14]
- La creatividad humana a partir de IA - TEDxBarrioSanNicolasSalon[15]

Creador del Pódcast “Cómo hago para…”.
En el ámbito de la docencia e investigación, ha ocupado los siguientes cargos:
- Profesor Titular de la asignatura Administración General en la Facultad de Ciencias Económicas de la UBA.
- Profesor Titular de la asignatura Creatividad e Innovación en las Organizaciones en la misma facultad.
- Profesor Titular del MBA de la FCE‑UBA y del MBA en Negocios Digitales de la UBA.
- Director de la Maestría en Dirección de Empresas y Negocios de la Universidad de Concepción del Uruguay (Entre Ríos).
- Director del Programa de Estudios en Creatividad e Innovación en las Organizaciones (PECOI)[17] del Instituto IADCOM de la FCE‑UBA.

## Publicaciones seleccionadas
Kastika, E. (2003). Introducción a la creatividad 30 recomendaciones para innovar en los negocios. Innovar.
Kastika, Eduardo. (2008). Tres modos de entender a la creatividad en el contexto de las organizaciones. FACES, 14(30-31), 131-146.
Kastika, E. (2013). Las prácticas para la creatividad en las organizaciones: estado del arte y análisis en organizaciones argentinas (Doctoral dissertation, Universidad de Buenos Aires, UBA).
Kastika, E. (2014). El concepto de "Creatividad Abierta", su diferencia con el de "Innovación Abierta" y su incidencia en organizaciones de argentina. Epistemología de las ciencias económicas, 159-162.
Kastika, E. & Mavrommatis, H. (2015). Clasificación de prácticas que favorecen la creatividad en la industria de la animación. En el XXVIII Congreso Latinoamericano de Estrategia. La estrategia en el mundo post-competitivo, en la ciudad de Medellín, Colombia.
Kastika, E. (2016). Las prácticas para la evaluación y/o medición de la creatividad en las organizaciones: Un análisis de su significado y aplicación. Epistemología de las ciencias económicas, 229-233.
Kastika, E. & Mavrommatis, H. (2016). Prácticas que favorecen la creatividad en la industria de la animación digital Argentina: Caso Metegol. En el XXIX Congreso Latinoamericano de Estrategia. Redes y alianzas estratégicas. Ciudad de Montevideo, Uruguay.
Kastika, E. & Mavrommatis, H. (2016). De la evaluación de la creatividad al reclutamiento de talentos: un análisis de prácticas desde la teoría de la creatividad organizacional. En las XXII Jornadas de Epistemología de las Ciencias Económicas 2016”, en la Universidad de Buenos Aires, Argentina.
Kastika, E. & Mavrommatis, H. (2017). Qué es la creatividad organizacional. En las XXIII Jornadas de Epistemología de las Ciencias Económicas UBA.
Kastika E., Mavrommatis H., Fernández F. (2017). Prácticas para la creatividad organizacional en ONGs: el caso de la fundación arte y movimiento. Jornada de Estrategia. En la Sociedad Latinoamericana de Estrategia (SLADE) Facultad de Ciencias Económicas (FCE) – (UBA). Buenos Aires, Argentina.